# Barbeuiaceae
Barbeuiaceae је назив фамилије скривеносеменица из реда Caryophyllales. Обухвата само једну врсту — Barbeuia madagascariensis, лијану распрострањену на Мадагаскару.